# Иванов, Святослав Павлович
Святослав Павлович Иванов (29 октября 1918, Киев — 7 апреля 1984, Киев) — советский киновед, кандидат искусствоведения (с 1973 года), заслуженный работник культуры Украинcкой ССР (с 1968 года), член союзов писателей и кинематографистов Украинской ССР.

## Биография
Родился 29 октября 1918 года в Киеве в семье служащего.
В 1941 году окончил филологический факультет Киевского государственного университета имени Т. Г. Шевченко. Участник Великой Отечественной войны. В 1941 году окончил зенитно-артиллерийское военное училище.
Член ВКП(б) с 1942 года.
После демобилизации работал заведующим отделом, заместителем редактора газеты «Комсомольское знамя». В 1949—1954 годах являлся редактором газеты «Комсомольское знамя» . Потом работал заместителем редактора газеты «Правда Украины», редактором отдела журнала «Коммунист Украины». В 1956—1962 годах — редактор газеты «Вечерний Киев».
В ноябре 1962—1963 годах — заместитель министра культуры Украинской ССР. В 1963—1972 годах возглавлял Государственный комитет Совета Министров УССР по кинематографии (Госкино Украинской ССР).
В 1976—1984 годах был деканом кинофакультета и доцентом в Киевском государственном институте театрального искусства им. И. Карпенко-Карого.
Скончался 7 апреля 1984 года в Киеве. Похоронен на Байковом кладбище.